# Fettermanmassakern

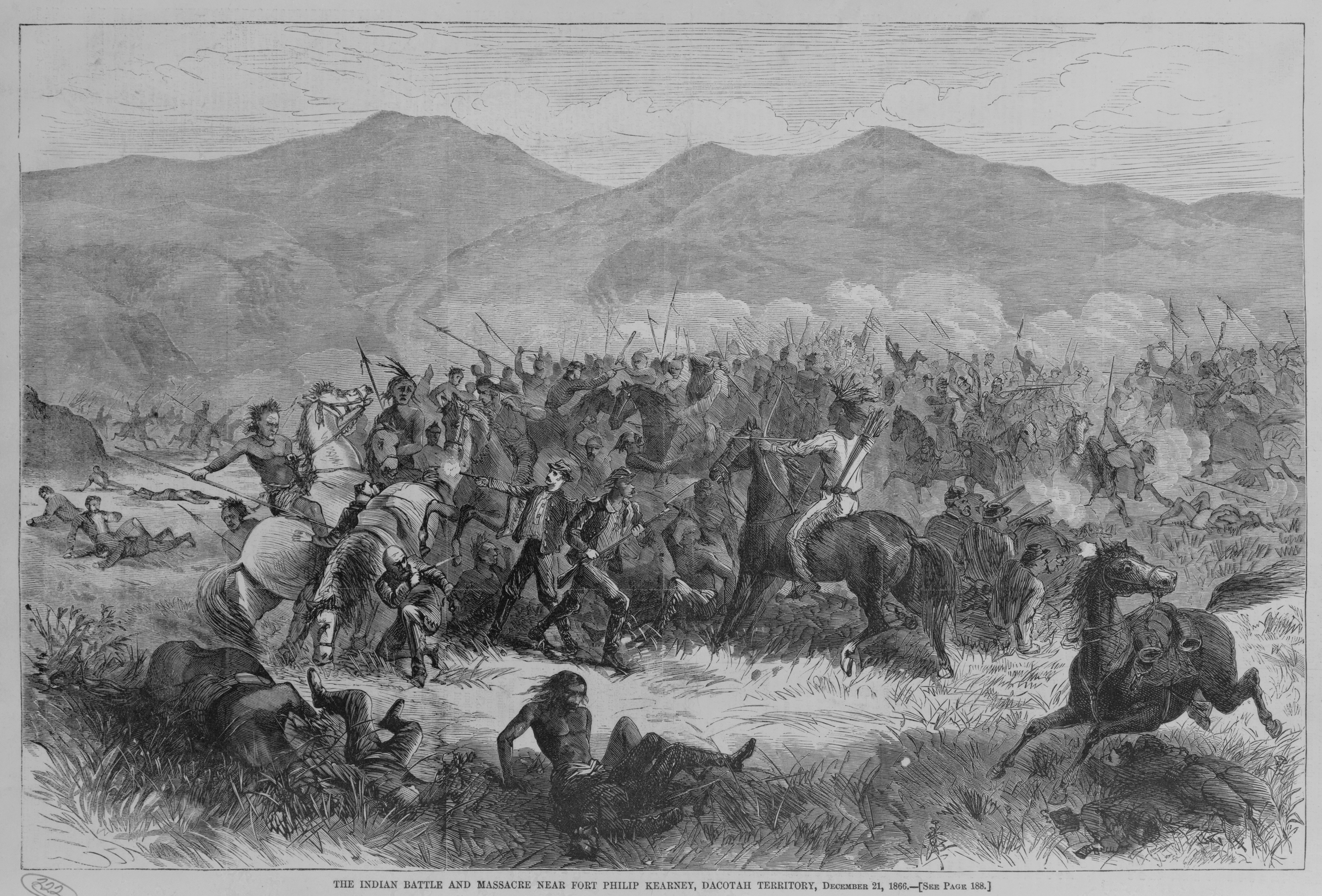
Fetterman-massakern där 81 amerikaner dödades av Sioux-indianer den 21 december 1866

Fetterman-massakern var en strid där amerikanska soldater från delar av 18:e infanteriregementet och 2:a kavalleriregementet slogs mot Siouxindianer. Striden stod i närheten av Fort Phil Kearny nära den nuvarande orten Story, Wyoming den 21 december 1866. Den slutade med att alla de 81 amerikanerna dödades.

## Röda molnets Krig
Striden var en del av kriget mellan USA och Sioux-indianerna och dess hövding Röda molnet. Amerikanerna hade börjat bygga tre fort som stödjepunkter på en sträcka i området runt klippiga bergen. Röda molnet såg detta som ett hot mot indianernas rörelsefrihet och ett tecken på de vitas permanenta och ökande närvaro. Därför började han belägra fort Phil Kearny, en belägring som pågick i två år och är den längsta som indianer i Amerika någonsin lyckades hålla. Röda molnet deltog emellertid inte personligen i striden med Fetterman.

## Massakern på "Fettermans 81"
I december 1866 anlände Kapten William J. Fetterman till området. Han hade tidigare militär erfarenhet från inbördeskriget men inte från indiankrig. Han fick i uppgift att undsätta de män som forslade timmer till fortet och som hade blivit angripna av indianer. Fetterman begav sig med totalt 81 man varav två var civila för att hjälpa timmermännen. Vid soldaternas ankomst började den lilla skaran indianer fly, och Fetterman som var en av dessa hetsiga officerare som ständigt sökte ära och berömmelse tycks ha glömt ordern att eskortera timmermännen i säkerhet och följde efter indianerna över kullarna. Plötsligt fann han att hela hans styrka blivit omringad av tusentals indianer och var avskuren från fortet. Enligt indianerna slogs soldaterna förtvivlat in i det sista, främst handlade det om närstrider och de flesta av soldaterna hade dödats av knivhugg, pilar och stridsklubbor. Bara ett fåtal hade skjutits. Skottlossning hade hörts till fortet där man sände ut en undsättningsstyrka under Kapten Ten Eyck, denne hade dock tagit en omväg och nådde inte fram till Fetterman i tid. För detta fick han sedermera utstå skarp kritik. Fetterman och hans "The 81" massakrerades, på minnesmonumentet står att läsa "There were no survivors".

## Efterspel
Händelsen skapade stor panik bland de vita i området och var fram till general Custers förintelse i slaget vid Little Bighorn 1876 det största nederlaget för USA:s armé mot prärieindianerna. Cirka ett halvår senare stod ett nytt slag där amerikanerna var hårt tillbakaträngda men då undsättning kom i tid i det så kallade Vagnkorgsstriden den 2 augusti 1867. Så småningom skickades fredskommissioner från Washington som med Röda molnet förhandlade fram en fred. 1868 övergav amerikanerna fort Phil Kearny, som indianerna omgående brände ner. Det har sagts att fredsöverkommelsen med Röda molnet är enda gången i historien som Förenta staterna bara begärt en sak av motparten, nämligen fred. I fredsfördraget står att läsa, "Ingen vit man skall tillåtas att slå sig ner där eller passera igenom området utan tillstånd från indianerna". Freden kan dock ses som ett sätt av amerikanerna att köpa tid, byggandet av järnvägarna västerut hade påbörjats och med dessa skulle man snart kunna kontrollera omgivningarna trots allt.